# Солдатская
Солда́тская — станица в Прохладненском районе Кабардино-Балкарской Республики. Административный центр муниципального образования «Сельское поселение станица Солдатская».

## География
Станица Солдатская расположена в западной части Прохладненского района, на левом берегу реки Малка. Находится в 19 км к северо-западу от районного центра Прохладный, и в 57 км к северо-востоку от города Нальчик.
Граничит с землями населённых пунктов: станция Солдатская на северо-востоке, Учебное и Лесное на юге, Карагач на западе и Крупско-Ульяновский на северо-западе.
Рельеф
Населённый пункт расположен на наклонной Кабардинской равнине, в равнинной зоне республики. Средние высоты на территории станицы составляют около 270 метров над уровнем моря. Плоскостной слабо-волнистый рельеф имеет постепенное понижение с запада на восток. В южной части станицы равнина понижается к реке Малка. Здесь резко выражены пойма и надпойменная терраса. Микрорельеф очень слабо выражен. Побережье реки Малки изрезано. Вдоль долины реки Малки тянутся различные бугорки.
Гидрология
Гидрографическая сеть на территории станицы представлена рекой Малка, а также мелиоративным каналом Кура—Малка и каналом имени Ленина.
Климат
Климат на территории станицы влажный умеренный. Лето тёплое, со средними температурами июля около +24,0°С. Зима прохладная, со средними температурами января около −2,0°С. Среднегодовая температура воздуха составляет +11,0°С. Среднегодовое количество осадков составляет около 700 мм. Основное количество осадков выпадает в период с апреля по июнь. Снежный покров в основном лежит в период с середины декабря до начала марта. Однако зимой часты оттепели и даже в январе температуры могут подниматься до +10…+15°С. Основные ветры восточные и северо-западные.
Полезные ископаемые
В пределах станицы имеются залежи глины, пригодные для производства кирпично-черепичных изделий.

## История
3 июня 1786 года был издан Сенатский Указ о создании нескольких поселений отставных солдат, в том числе и слободы под названием Малка, строительство которой началось еще осенью 1785 года по приказу П. С. Потёмкина. Так поселение, основанное при «Соляном броду» на реке Малка, было предписано именовать — слобода Малка. Впоследствии её стали называть — Солдатская Малка, так как жили в ней отставные солдаты.
В первые годы, жители станицы, желая обозначить пределы своих земельных угодий, ставили шесты, а на них вешали плетённые корзины. За что соседи кабардинцы стали называть станицу — Матэкъалэ, что в переводе означает «крепость-корзина».
В 1808 году упоминается в документах как слобода Солдатская. В 1814 году слобода преобразовано в селение Солдатское Моздокского уезда. 
В конце 1824 года поселению было присвоено наименование станицы, а все его жители обращены в казаков. Первоначально они были включены в состав Волжского полка Кавказского линейного казачьего войска, а в 1845 году переведены в ведение Горского полка.
В ночь с 28 на 29 сентября 1825 года станица была атакована отрядом Магомета Атажукина и Измаила Касаева.
В феврале 1846 года был открыт Солдатско-Малкинский меновой двор, что способствовало оживлению торговли в станице.
В 1875 году возле станицы Солдатской была проведена Ростово-Владикавказская железная дорога. А в 1883 году построена железнодорожная станция и началась застройка железнодорожного посёлка.
На 1 января 1878 года в станице имелось 314 дворов казачьего сословия и 14 дворов других сословий.
В 1885 году в станице произошёл крупный пожар, при котором большая её часть сильно пострадало.
В 1918 году избран первый станичный Совет.
19 ноября 1919 года станицу заняли деникинцы. Члены исполкома Совета были повешены, а члены Совета — расстреляны. 9 мая 1959 года им был открыт памятник в центре станицы.
В 1928 году на территории станицы были организованы три колхоза: «Красный пахарь», «Красный авангард», «8-е Марта». В 1930 году из трёх хозяйств был создан колхоз — «Заветы Ленина».
В августе 1942 года станицу заняли немецкие войска. Станичники Петр Павлович Грицай и Георгий Михайлович Царяпин организовали и возглавили партизанские отряды. В начале января 1943 года станица была освобождена от захватчиков в ходе Северо-Кавказской военной операции.
В 1948 году станица Солдатская была передана в состав Прималкинского района и избрана его районным центром.
В 1952 году построена Солдатская ГЭС с малой мощностью.
В 1959 году Прималкинский район был упразднён, а населённые пункты входившие в его состав, переданы в Прохладненский район.
В 1980 году Колхоз «Заветы Ленина» признан победителем соцсоревнования и награждён переходящим «Красным Знаменем» Совета Министров и ВЦСПС.
В начале 2000-х обсуждался вопрос о возможности перенесения административного центра Прохладненского района из города Прохладный (не входящего в состав района) в станицу Солдатская. Однако план не был реализован, хотя некоторые социальные объекты (к примеру районная больница) всё же были перенесены в станицу.

## Население
| 1829 | 1970  | 2002  | 2010  | 2021  |
| ---- | ----- | ----- | ----- | ----- |
| 283  | ↗4436 | ↗4516 | ↘4344 | ↗4622 |

За межпереписной период (с 2010 по 2021 год) население станицы увеличилось на 278 чел. (+ 6,40 %).
Национальный состав
По данным Всероссийской переписи населения 2021 года:
| Народ                | Численность, чел. | Доля от всего населения, % | Доля от указавших нац-ть, % |
| -------------------- | ----------------- | -------------------------- | --------------------------- |
| русские              | 3916              | 84,73 %                    | 85,26 %                     |
| кабардинцы (черкесы) | 236               | 5,11 %                     | 5,14 %                      |
| цыгане               | 217               | 4,69 %                     | 4,72 %                      |
| татары               | 143               | 3,09 %                     | 3,11 %                      |
| другие               | 81                | 1,75 %                     | 1,77 %                      |
| нет / не указано     | 29                | 0,63 %                     | -                           |
| всего                | 4622              | 100 %                      | 100 %                       |

Половозрастной состав
По данным Всероссийской переписи населения 2010 года::
| Возраст     | Мужчины, чел. | Женщины, чел. | Общая численность, чел. | Доля от всего населения, % |
| ----------- | ------------- | ------------- | ----------------------- | -------------------------- |
| 0 — 14 лет  | 401           | 411           | 812                     | 18,69 %                    |
| 15 — 59 лет | 1304          | 1378          | 2682                    | 61,74 %                    |
| от 60 лет   | 287           | 563           | 850                     | 19,57 %                    |
| Всего       | 1992          | 2352          | 4344                    | 100 %                      |

Мужчины — 1 992 чел. (45,86 %). Женщины — 2 352 чел. (54,14 %).
Средний возраст населения — 38,2 лет. Медианный возраст населения — 36,7 лет.
Средний возраст мужчин — 35,7 лет. Медианный возраст мужчин — 33,9 лет.
Средний возраст женщин — 40,4 лет. Медианный возраст женщин — 39,3 лет.

## Местное самоуправление
Администрация сельского поселения Станица Солдатская — станица Солдатская, ул. Калинина, 39.
Структуру органов местного самоуправления сельского поселения составляют:
- Исполнительно-распорядительный орган — Местная администрация сельского поселения станица Солдатская. Состоит из 9 человек.
  - Глава администрации сельского поселения — Вегвиц Светлана Александровна (с 28 мая 2014 года).
- Представительный орган — Совет местного самоуправления сельского поселения станица Солдатская. Состоит из 13 депутатов, избираемых на 5 лет[11].
  - Председатель Совета местного самоуправления сельского поселения — Вегвиц Светлана Александровна.

## Образование
- Средняя общеобразовательная школа «имени П.П. Грицая» — ул. Пилипенко, 56.
- Начальная школа Детский сад — ул. Сухинина, 40.
- Школа интернат для детей сирот — ул. Калинина, 122.
- Детская школа искусств — ул. Пилипенко, 40.

## Здравоохранение
- Прохладненская районная больница — ул. Семененко, 37.

## Русская православная церковь
- Храм Архистратига Михаила — ул. Калинина, 75 (в нынешнем здании действует с 1946 года)[12].

## Культура
- Центр культуры и досуга станицы Солдатская — ул. Пилипенко, 40.

## Улицы
На территории населённого пункта зарегистрировано 18 улиц и 1 микрорайон (Северный):
| Ватутина    |
| Грицай      |
| Евсейченко  |
| Зенковского |
| Зива        |
| Калинина    |

| Малая       |
| Минава      |
| Октябрьская |
| Пилипенко   |
| Полевая     |
| Семененко   |

| Сухинина   |
| Устич      |
| Хирнова    |
| Хондоженко |
| Шахрай     |
| Ямпель     |